# Scutulorinae
Scutulorinae es una subfamilia de foraminíferos bentónicos de la Familia Hauerinidae, de la Superfamilia Milioloidea, del Suborden Miliolina y del Orden Miliolida. Su rango cronoestratigráfico abarca desde el Berriasiense superior (Cretácico inferior) hasta la Actualidad.

## Discusión
Clasificaciones más recientes han incluido Scutulorinae en la Familia Quinqueloculinidae.

## Clasificación
Scutulorinae incluye a los siguientes géneros:
- Crenatella †, también considerado en la Subfamilia Miliolinellinae
- Cribromiliolinella, también considerado en la Subfamilia Miliolinellinae
- Miliammellus, también considerado en la Familia Silicoloculinidae
- Scythiloculina †, también considerado en la Subfamilia Hauerininae
- Scutuloris, también considerado en la Subfamilia Miliolinellinae
- Triloculinella, también considerado en la Subfamilia Miliolinellinae